# Hiroshi Saeki
Hiroshi Saeki (佐伯 博司, Saeki Hiroshi, Hiroshima, 26 mei 1936) is een Japans voormalig voetballer die als aanvaller speelde.

## Clubcarrière
Saeki speelde voor Yawata Steel. Saeki veroverde er in 1964 de Beker van de keizer. 1965 werd de ploeg opgenomen in de Japan Soccer League, de voorloper van de J1 League. In 2 jaar speelde hij er 22 competitiewedstrijden en scoorde 9 goals. Saeki beëindigde zijn spelersloopbaan in 1966.

## Japans voetbalelftal
Hiroshi Saeki debuteerde in 1958 in het Japans nationaal elftal en speelde 4 interlands.

## Statistieken
| Japans voetbalelftal | Japans voetbalelftal | Japans voetbalelftal |
| Jaar                 | Wed.                 | Dlp.                 |
| -------------------- | -------------------- | -------------------- |
| 1958                 | 1                    | 0                    |
| 1959                 | 1                    | 0                    |
| 1960                 | 0                    | 0                    |
| 1961                 | 2                    | 0                    |
| Totaal               | 4                    | 0                    |